# Mesophysa flavipes
Mesophysa flavipes är en tvåvingeart som först beskrevs av Pierre André Latreille 1811.  Mesophysa flavipes ingår i släktet Mesophysa och familjen kulflugor. Inga underarter finns listade i Catalogue of Life.